# Desiderat
Ein Desiderat oder, unter Beachtung der lateinischen Endung, Desideratum (Plural Desiderate beziehungsweise Desiderata, von lateinisch desideratum „Erwünschtes“, eigentlich „von den Gestirnen, sidera, herabgefleht“) ist ein Wunschobjekt. Es handelt sich um ein Objekt, seltener ein abstraktes Ding, das in einer gegebenen Umgebung fehlt, benötigt wird und erwünscht ist.
Beispiele:
- Desiderata in Archiven und Bibliotheken sind Bücher oder Objekte, die man anschaffen möchte.
- Desiderata in Sammlungen sind Objekte, meist aus einer Serie oder Teilsammlung, die fehlen oder ersetzt werden müssen.
- Desiderata in der Forschung („Forschungsdesiderate“) sind Themen, von denen gewünscht wird, dass sich ein Forscher ihrer annimmt, damit andere Kollegen diese Ergebnisse für ihre eigenen Forschungen nutzen können. Sie werden zum Beispiel häufig im Theorie- oder Ergebnisteil eines empirischen Forschungsberichts geäußert.